# حكومة نجيب ميقاتي الأولى
شكلت الحكومة رقم 68 منذ الاستقلال في 19 أبريل 2005، وهي خامس حكومة تشكل في عهد الرئيس إميل لحود. وقد تشكلت الحكومة بعد 50 يوماً من استقاله الحكومة السابقة التي رأسها الرئيس عمر كرامي والتي أعلن استقالتها في 28 فبراير وهو يلقي كلمته في البرلمان استجابه لضغط الشارع خصوصاً بعد اغتيال رئيس الوزراء الأسبق رفيق الحريري واعتذاره بعد ذلك عن تشكيل الحكومة الجديدة بعد إعاده تكليفة بالتشكيل. قد شكلت الحكومة من 14 وزيراً جميعهم غير مرشحين للانتخابات وذلك كي تكون حياديه بإدارتها للعملية الانتخابية. رئيس الحكومة هو نجيب ميقاتي ونائبه إلياس المرّ. نالت الحكومة الثقة من البرلمان بأغلبيه 110 أصوات ضد صوت وامتناع 3 وغياب 11 (حينها كان البرلمان مكون من 126 عضو وذلك لاغتيال نائبين فيه هما الرئيس رفيق الحريري وباسل فليحان).

## تشكيلة الحكومة
| اسم الوزير                                                          | الوزارة                          |
| موارنة                                                              |                                  |
| دميانوس قطار                                                        | المالية والاقتصاد والتجارة       |
| شارل رزق                                                            | الإعلام والسياحة                 |
| بسام يمين                                                           | الصناعة والطاقة والمياه          |
| روم أرثوذكس                                                         |                                  |
| إلياس المرّ                                                          | نائب رئيس الوزراء والدفاع الوطني |
| طارق متري                                                           | البيئة والشئون الإدارية          |
| روم كاثوليك                                                         |                                  |
| غسان سلامة (استقال في يوم تشكيل الحكومة) أسعد رزق (عين في 28 أبريل) | التربية والتعليم العالي والثقافة |
| الأرمن                                                              |                                  |
| آلان طابوريان                                                       | الاتصالات والشباب والرياضة       |
| السنة                                                               |                                  |
| نجيب ميقاتي                                                         | رئيس الوزراء                     |
| حسن السبع                                                           | الداخلية والبلديات               |
| خالد قباني                                                          | العدل                            |
| الشيعة                                                              |                                  |
| محمود حمود                                                          | الخارجية والمغتربين              |
| طراد حمادة                                                          | الزراعة والعمل                   |
| محمد جواد خليفة                                                     | الشؤون الاجتماعية والصحة العامة  |
| دروز                                                                |                                  |
| عادل حمية                                                           | الأشغال العامة والنقل والمهجرين  |

## الوصلات الخارجية والمصادر
- الحكومة في موقع مجلس الوزراء.

1. ↑  ميقاتي يعلن حكومته والثقة معقودة على البرنامج[وصلة مكسورة]، جريدة المستقبل، دخل في 5 فبراير 2009 "نسخة مؤرشفة". مؤرشف من الأصل في 2020-05-26. اطلع عليه بتاريخ 2009-02-05.{{استشهاد ويب}}:  صيانة الاستشهاد: BOT: original URL status unknown (link)

| سبقه حكومة عمر كرامي الثانية | حكومة نجيب ميقاتي الأولى 19 نيسان 2005- 19 تموز 2005 | تبعه حكومة فؤاد السنيورة الأولى |